# Kuwaits fodboldlandshold
Kuwaits fodboldlandshold er landsholdet i Kuwait og kontrolleres af Kuwaits fodboldforbund. Kuwait har deltage én gang ved Verdensmesterskabet i fodbold i 1982. Her fik de uafgjort med Tjekkoslovakiet, men tabte til England og Frankrig.